# Шелленберг, Вальтер
Ва́льтер Фри́дрих Ше́лленберг (нем. Walter Friedrich Schellenberg, 16 января 1910, Саарбрюккен, Германская империя — 31 марта 1952, Турин, Италия) — начальник внешней разведки службы безопасности (SD-Ausland — VI отдел РСХА), бригадефюрер СС.  Член НСДАП с 1933 года.

## Биография
Родился в 1910 году в Саарбрюккене на границе с Францией в семье фабриканта роялей Гвидо Шелленберга, где кроме него было ещё шестеро детей.
В 1923 году его родители, в результате войны оказавшись в стеснённом материальном положении, переселились в Люксембург, где находился филиал фабрики отца.
В 1929 году приступил к занятиям в Боннском университете. После некоторых колебаний — сначала поступил на медицинский факультет — молодой Шелленберг решил по настоянию отца, склонного к экономическим и гуманитарным наукам, заняться изучением права.
Окончил в 1933 году юридический факультет Боннского университета. Один из преподавателей уговорил его вступить в НСДАП (билет № 4504508) и СС (весна 1933, билет № 124817), объяснив, что это откроет ему путь к карьере. Доклады Шелленберга на тему развития германского законодательства привлекли внимание Рейнхарда Гейдриха, который предложил ему работу в своём ведомстве.
Шелленбергу также удалось войти в доверие к Гиммлеру. Однажды Шелленберг спас ему жизнь, схватив его за пальто, когда тот неосторожно прислонился в полёте к незапертой двери самолёта.
С его именем связаны все крупнейшие разведывательные операции нацистской Германии.
В 1938 году по поручению Гейдриха Шелленберг разработал проект реформирования полицейского аппарата рейха. Однако проект был отклонён Гиммлером, опасавшимся конфликта по этому вопросу с Гессом.

По признанию Шелленберга, бывший белогвардейский генерал Скоблин передал начальнику разведбюро при германском МИДе Курту Янке и Гейдриху основу для «документов» о возможном союзе генералитетов вермахта и РККА, а также «заговоре» против Сталина, что впоследствии послужили основанием для «процесса Тухачевского». Шелленберг участвовал в передаче этих документов в Москву:
«…мы так и поступили, и названный русский моментально вылетел в Москву и возвратился в сопровождении личного посланника Сталина, предъявившего специальные полномочия от имени Ежова. Сталин запрашивал, в какую сумму мы оцениваем собранный материал. Ни Гитлер, ни Гейдрих не помышляли о финансовой стороне дела. Однако, не подав виду, Гейдрих запросил три миллиона рублей золотом, которые эмиссар Сталина выплатил сразу после самого беглого просмотра документов».

### Вторая мировая война
В сентябре 1939 года в ходе Польской кампании Шелленберг служил офицером для поручений при рейхсфюрере СС.
С 1 ноября 1939 по 1 июля 1941 года, в звании штурмбаннфюрера СС и правительственного советника, возглавлял отдел Е (контрразведка) в IV управлении РСХА (гестапо). Его непосредственным начальником был Мюллер, с которым у Шелленберга отношения не сложились.
Осенью 1939 года Шелленберг провёл операцию, получившую впоследствии название «Инцидент в Венло», по вскрытию методов работы секретных служб Великобритании, их взаимодействия со спецслужбами Нидерландов, связей с оппозицией в Германии. За успешное проведение операции Гитлер лично наградил Шелленберга Железным крестом I степени и пригласил на званый ужин в рейхсканцелярию.
2 июля 1941 года Шелленберг был переведён в VI управление РСХА (внешняя разведка) и занял пост заместителя начальника управления, фактически возглавил работу управления. 24 февраля 1943 года утверждён в должности начальника VI управления.
С осени 1941 года Шелленберг участвовал в разработке планов заключения сепаратного мира с западными союзниками. Ему было известно о контактах американского банкира Сталфорта с Ульрихом фон Хасселем, которому он сообщил, что президент Рузвельт готов протянуть руку немцам при условии физического устранения Гитлера.
В августе 1942 года Шелленберг сообщил о планах Гиммлеру. Тот сначала рассердился, но потом, успокоившись, поручил Шелленбергу продолжить работу в данном направлении.
Получив «добро» от Гиммлера, Шелленберг начал через посредников налаживать контакты с американской стороной, а также разрабатывать способы устранения Риббентропа. Наиболее успешным посредником Шелленберга стал принц Макс Эгон Гогенлоэ, который сам искал пути к сепаратному миру. Он также являлся доверенным лицом СД. Гогенлоэ вступил в контакт с человеком, имевшим связи с американцами в Лиссабоне (в документах СД он значился как Альфонсо). Одним из условий, выдвинутых американской стороной, была передача Гитлера в руки союзников живым; в противном случае становилась невозможной его десакрализация.
В ноябре 1942 года Гогенглоэ удалось установить контакт с руководителем американских секретных служб в Европе Алленом Даллесом.
Шелленберг также организовал интригу против министра иностранных дел Риббентропа. Ему удалось создать в министерстве группировку во главе со статс-секретарём бригадефюрером СА Мартином Лютером. Однако из-за нерешительности Гиммлера время было упущено, Риббентроп узнал о существовании группировки, её члены, включая Лютера, были арестованы и отправлены в концлагеря.
Переговоры же с Даллесом провалились из-за сопротивления британской стороны. Тогда Шелленберг расширил круг потенциальных переговорщиков, начав искать контакты с представителями нейтральных стран.
Шелленберг принимал активное участие в ликвидации советской разведывательной сети «Красная тройка» — части «Красной капеллы» на территории Швейцарии, которой руководил Шандор Радо (псевдонимы — Дора, Альберт). Ему удалось наладить контакты с начальником швейцарской секретной службы бригадным полковником Роже Массоном. Германия поставила швейцарской полиции пеленгаторы ближнего действия. Однако уже шёл 1943 год, а швейцарцы не «спешили» выполнить свои обещания по ликвидации «Красной тройки».
Чтобы «припугнуть» «нейтралов», был издан «бумажный приказ» о переброске в Швейцарию горнострелкового корпуса под командованием генерала Дитля. На самом деле к границам Швейцарии была на время перемещена только часть штаба генерала Дитля и проведена имитация передвижения воинских соединений к границам Конфедерации, только после этого швейцарская полиция вынуждена была принять активные действия, и «Красная тройка» к концу 1943 года фактически перестала существовать.
В феврале 1944 года абвер был расформирован и часть его подразделений 1 августа 1944 года перешла под контроль Шелленберга в составе Военного управления РСХА.
В конце войны, когда крах нацистской Германии стал неизбежным, по заданию Гиммлера Шелленберг вступил в контакт с западными организациями. Одним из переговорщиков, через которого Шелленберг пытался выйти на Уинстона Черчилля была Коко Шанель (операция «Модная шляпка»).
После самоубийства Гитлера Шелленберг прибыл вместе с Гиммлером во Фленсбург, где находилось новое правительство во главе с гросс-адмиралом К. Дёницем (Гиммлер планировал назначить Шелленберга помощником министра иностранных дел).

### После войны
3 мая 1945 года Шелленберг прибыл в Копенгаген для ведения переговоров о мире при посредничестве графа Фольке Бернадота, а 6 мая вылетел в Стокгольм, имея официальные полномочия на заключение перемирия в Скандинавии. Однако английское командование отклонило посредничество шведского Красного Креста, и последняя миссия Шелленберга провалилась.
После капитуляции Германии Шелленберг некоторое время жил на вилле Бернадота в Швеции. Однако уже в июне 1945 года союзное командование добилось его выдачи как военного преступника. В качестве обвиняемого привлечён к суду Международного военного трибунала в Нюрнберге по делу Вильгельмштрассе. В ходе судебного разбирательства с него были сняты все обвинения, кроме членства в преступных организациях. 11 апреля 1949 года приговорён к 6 годам тюремного заключения.  В период пребывания Шелленберга в тюрьме Коко Шанель поддерживала с ним отношения в форме переписки.
В декабре 1950 года по состоянию здоровья досрочно освобождён. Жил в Швейцарии, а затем был вынужден переехать в Италию. К концу жизни тяжело болел. Умер в возрасте 42 лет в Турине, в клинике Форнака, где готовился к операции на печени. Похороны оплатила Шанель.

## Личные качества
После окончания войны Шелленберг допрашивался группой британских «охотников на шпионов» (Хью Тревор-Ропер, Хеленус Патрик Милмо, Клоп Устинов, Стюарт Хэмпшир, Рой Кэмерон), которые дали ему следующую характеристику:

По общей оценке, подлый человек без понятий о верности и правилах приличий, доверять ему нельзя ни в коем случае. Виртуозный актёр. Умеет использовать своё обаяние, и когда пускает его в ход, то создаётся совершенно правдоподобная иллюзия, будто говоришь с приятным, безобидным и довольно оригинальным молодым человеком… [Он] глубоко заглядывает в глаза собеседнику, словно пытаясь убедить его: «Посмотри, я говорю с тобой искренне, от всего сердца». На самом же деле Шелленберг — хладнокровный, всегда расчётливый реалист, ничего не оставляет на волю случая. Находясь в невыгодной ситуации, умеет создать нужное ему впечатление. Шелленберг знает, чего хочет и как этого достичь, если надо — пойдёт по трупам. Для него слова «дружба» и «верность» не имеют значения, не ждёт он этого и от других… При всех своих разнообразных талантах и наглой самоуверенности Шелленберг страдает комплексом неполноценности в тяжёлой форме.

## Семья
В мае 1938 года вступает в брак с Кэте Кортекамп, которую ему сосватал начальник кадрового отдела Главного управления СД (SD-Hauptamt) Вильгельм Альберт. Однако вскоре этот брак распался, и в октябре 1940 года Вальтер Шелленберг женится вторично, на Ирене Гроссе-Шёнепаук. В этом браке у них родились пятеро детей.

## Награды и звания

### Присвоение званий
- СС-манн — рядовой — 10 января 1934
- Штурмманн — ефрейтор — 17 октября 1934
- Роттенфюрер — обер-ефрейтор — 15 января 1935
- Унтершарфюрер — унтер-офицер — 15 мая 1935
- Шарфюрер — унтерфельдфебель — 9 ноября 1935
- Обершарфюрер — фельдфебель — 13 сентября 1936
- Унтерштурмфюрер — лейтенант — 20 апреля 1937
- Оберштурмфюрер — старший лейтенант — 30 января 1938
- Гауптштурмфюрер — капитан — 1 августа 1938
- Штурмбаннфюрер — майор — 30 января 1939
- Оберштурмбаннфюрер — подполковник — 1 сентября 1941
- Штандартенфюрер — полковник — 21 июня 1942
- Оберфюрер —  21 июня 1943
- Бригадефюрер — генерал-майор — 11 ноября 1943

### Награды
- Железный крест 1-й и 2-й степени
- Крест Военных заслуг 1-й и 2-й степени

## Образ в культуре
- В романах Юлиана Семёнова и в сериале «Семнадцать мгновений весны» Шелленберг выступает как начальник Штирлица в годы Второй мировой войны. В фильме его играет Олег Табаков. Образ Шелленберга представлен в фильме весьма привлекательным. Родственники, в частности любимая племянница Шелленберга, после просмотра фильма даже послали письмо Табакову с выражением высочайшего удовлетворения от его работы. Они также использовали советский фильм в качестве наглядного пособия, для того чтоб младшие члены семьи тоже помнили и знали своего «гениального» родственника: «Спасибо за то, что были добры, как дядюшка Вальтер, и дали возможность ещё раз взглянуть на него!». Историю об этом письме любил рассказывать на своих творческих вечерах (сохранились аудиозаписи рассказа) актёр и бард Юрий Визбор, исполнивший в фильме роль Мартина Бормана.
- С близким к произведениям Юлиана Семёнова сюжетом существовал и более ранний фильм М. Ромма «Секретная миссия» (1950): в нём Шелленберга играл актёр Александр Пелевин.
- В кинофильме «Щит и меч» начальник политической разведки Рейха (Шелленберг) выведен под именем Вальтер Зонненберг. Его роль исполнил Владимир Балашов.
- В российском сериале «Поединки» (фильм 4) также фигурирует Шелленберг, как один из организаторов покушения на «Большую тройку» в Тегеране в 1943 году.
- Джек Хиггинс также изобразил его в своём романе «Ворота Иуды» и «Орёл улетел».
- Шелленберг также появляется как главный герой в романе Филипа Керра «Мир Гитлера» (2005) и упоминается в произведении «Berlin Noir»[прояснить].
- В российском сериале «Начальник разведки» (2022) роль Шелленберга сыграл немецкий актер Юлиан Мау.